# تیم ملی فوتبال زیر ۲۳ سال اندونزی
تیم ملی فوتبال زیر ۲۳ سال اندونزی (به انگلیسی: Indonesia national under-23 football team) تیم فوتبال جوانان کشور اندونزی است و زیر نظر فدراسیون فوتبال اندونزی فعالیت می‌کند. این تیم نمایندهٔ اندونزی در بازی‌های المپیک و بازی‌های آسیایی است.